# OR5J2
OR5J2 (англ. Olfactory receptor family 5 subfamily J member 2) – білок, який кодується однойменним геном, розташованим у людей на короткому плечі 11-ї хромосоми. Довжина поліпептидного ланцюга білка становить 312 амінокислот, а молекулярна маса — 34 808.
| 10         |  | 20         |  | 30         |  | 40         |  | 50         |
| ---------- |  | ---------- |  | ---------- |  | ---------- |  | ---------- |
| MADDNFTVVT |  | EFILLGLTDH |  | AELKAVLFVV |  | FLVIYAITLL |  | RNLGMILLIQ |
| ITSKLHTPMY |  | FLLSCLSFVD |  | ACYSSAIAPK |  | MLVNLLVVKA |  | TISFSACMVQ |
| HLCFGVFITT |  | EGFLLSVMAY |  | DRYVAIVSPL |  | LYTVAMSDRK |  | CVELVTGSWI |
| GGIVNTLIHT |  | ISLRRLSFCR |  | LNAVSHFFCD |  | IPSLLKLSCS |  | DTSMNELLLL |
| TFSGVIAMAT |  | FLTVIISYIF |  | IAFASLRIHS |  | ASGRQQAFST |  | CASHLTAVTI |
| FYGTLIFSYI |  | QPSSQYFVEQ |  | EKVVSMFYTL |  | GIPMLNLLIH |  | SLRNKDVKEA |
| VKRAIEMKHF |  | LC         |  |            |  |            |  |            |

A: Аланін

C: Цистеїн

D: Аспарагінова кислота

E: Глутамінова кислота

F: Фенілаланін

G: Гліцин

H: Гістидин

I: Ізолейцин

K: Лізин

L: Лейцин

M: Метіонін

N: Аспарагін

P: Пролін

Q: Глутамін

R: Аргінін

S: Серин

T: Треонін

V: Валін

W: Триптофан

Кодований геном білок за функціями належить до рецепторів, g-білокспряжених рецепторів, білків внутрішньоклітинного сигналінгу. 
Локалізований у клітинній мембрані, мембрані.